# スタジオえどふみ
スタジオえどふみ（正式名称：株式会社スタジオNGC）は、ゲーム関連の動画や生放送の制作およびタレントプロダクション業務を行う日本の企業である。

## 沿革
俳優として活動していた江戸清仁（芸名：えどさん”）と近藤史一（芸名：ふみいち）が2009年4月15日に設立した。それまで未許諾で行うことが常態化していたゲームの実況プレイを公式の仕事として請け負うスタンスを明確にした。そのため、過去に行った未許諾のゲーム実況動画は許諾が下りたものを残し、全て凍結させた。
2010年8月、ニコニコチャンネルにて「ニコニコゲーム実況チャンネル」（略称：NGC）を開設した。動画主体だった活動を生放送主体に転換、主に平日22時からの時間帯を軸に様々な番組を放送する。
2015年4月、ふみいちが発起人（えどさん”は運営には未関与）となり、有志によってイベントの企画運営を行う姉妹チャンネル「NGC2」を開設した。ニコニコ生放送によるゲーム実況イベント、ニコニコ生放送でのラジオ番組（「NGC2ラジオ ～つうらじ～」）企画・製作・出演の他、2016年の東京ゲームショウにてブースを出展した。
2017年1月9日、映像配信プラットフォームAmebaFRESH!に「NGC the FRESH!」を開局した。NGCの番組の高画質サイマル放送を中心に、独自の放送や有料会員限定動画などを提供する。

## 稼働中のチャンネル
- ニコニコゲーム実況チャンネル（略称：NGC）
- NGC2
- スタジオNGC YouTubeチャンネル
- NGC the Twitch

## 所属タレント・スタッフ
- えどさん”（江戸清仁） - 代表取締役
- ふみいち（近藤史一）　※2018年に大学受験を理由にNGCからは退社